# Latif Khosa
Sardar Muhammad Latif Khan Khosa (en ourdou : محمد لطیف کھوسہ) ou plus simplement Latif Khosa, né le 25 juillet 1946 à Dera Ghazi Khan dans le Pendjab, est un juriste et homme politique pakistanais.
Avocat durant sa carrière juridique, il s'engage en politique auprès du Parti du peuple pakistanais et est un conseiller de Benazir Bhutto. Sénateur de 2006 à 2009, il est gouverneur du Pendjab de janvier 2011 à décembre 2012.

## Jeunesse et éducation
Latif Khosa est né le 25 juillet 1946 à Dera Ghazi Khan, ville située dans le sud de la province du Pendjab. Il est issu d'un tribu influente dont beaucoup de membres importants ont occupé des fonctions politique ou administratives importantes. 
Il fait des études de droit au Government College University de Lahore et est diplôme de l'université du Pendjab où il obtient un Bachelor of Laws. Il est notamment président de l’association de la faculté de droit entre 1965 et 1966

## Carrière juridique
Latif Khosa devient un avocat après ses études. Il est notamment élu président du barreau de la Haute Cour de Multan et est réélu deux fois à ce poste. Il est également membre du conseil national des barreaux. 

## Carrière politique
Latif Khosa se rapproche du Parti du peuple pakistanais (PPP) et notamment de sa présidente Benazir Bhutto, dont il devient un proche conseiller. En 2003, il est élu sénateur  sous cette étiquette pour un mandat de six ans. En 2007, il s'engage en faveur du mouvement des avocats qui s'oppose au président Pervez Musharraf et à ses mesures de rétorsions envers la Cour suprême.
Après la victoire de son parti aux élections législatives de 2008, il est nommé Procureur général (Attorney General) le 19 août 2008 et occupe ce poste jusqu'au 10 octobre 2009. Il devient aussi un conseiller du Premier ministre Youssouf Raza Gilani sur les technologies de l'information. Il démissionne de ce dernier poste le 12 octobre 2010 pour défendre l'ordonnance nationale de réconciliation devant la Cour suprême, pour le compte du gouvernement.
Le président Asif Ali Zardari le nomme gouverneur de la province du Pendjab le 11 janvier 2011 et il prête serment deux jours plus tard. Il est nommé en remplacement de Salman Taseer, assassiné quelques jours plus tôt. Il occupe cette fonction jusqu'au 22 décembre 2012, quand son parti lui demande de démissionner au profit de Makhdoom Ahmed Mehmood, dans le cadre d'un accord politique entre le PPP et ce membre de la Ligue musulmane du Pakistan (F).